# Francis Hill Bigelow
Francis Hill Bigelow (* 24. Februar 1859 in Cambridge (Massachusetts); † 17. Mai 1933 ebenda) war ein amerikanischer Sammler und Autor auf dem Gebiet des Kunsthandwerks.
Von 1879 bis zu seinem Ruhestand 1906 arbeitete er für die Textilhandelsfirma Firma Howe & Goodwin in Boston. Er beschäftigte sich mit dem Sammeln amerikanischen Silbers, was 1906 und 1911 zu Ausstellungen im Museum of Fine Arts in Boston führte. Er inventarisierte das Kirchensilber in den Neuenglandstaaten und schuf dadurch ein grundlegendes Nachschlagewerk zu den dortigen Silberschmieden. Er sammelte auch frühe amerikanische Möbel.

## Veröffentlichungen (Auswahl)
- Historic Silver of the Colonies and its Makers. Macmillan, New York 1917, 2. Auflage 1925 (Digitalisat)